# 1127 Mimi
Az 1127 Mimi (ideiglenes jelöléssel 1929 AJ) a Naprendszer kisbolygóövében található aszteroida. Sylvain Julien Victor Arend fedezte fel 1929. január 13-án, Uccleben.